# Basananthe cupricola
Basananthe cupricola är en passionsblomsväxtart som beskrevs av André Georges Marie Walter Albert Robyns. Basananthe cupricola ingår i släktet Basananthe och familjen passionsblomsväxter. Inga underarter finns listade i Catalogue of Life.